# Astatic
L'Astatic est un cyclecar français fabriqué de 1920 à 1922 par Automobiles Astatic, à Saint-Ouen.

## Description
Cette voiture était une tentative de commercialiser un véhicule avec une suspension indépendante à toutes les roues.
Cela a été réalisé en couplant chaque roue à un ressort hélicoïdal horizontal par un lien à angle droit. À l'arrière, le boîtier de différentiel était fixé au châssis et la transmission de la puissance aux roues se faisait par des arbres de transmission articulés. Le moteur était un S.C.A.P. de 894 ou 1 100 cc.